# Gabriele Mario Piozzi
Gabriele Mario Piozzi (o Gabriele Maria Piozzi; Quinzano d'Oglio, 8 giugno 1740 – Tremeirchion, 26 marzo 1809) è stato un musicista, compositore e tenore italiano naturalizzato britannico,   noto soprattutto per aver sposato la scrittrice Hester Lynch Piozzi.

## Biografia
Suddito della Repubblica di Venezia, si recò in Inghilterra attorno al 1776. Musicista distinto compose numerosi brani di musica da camera alcuni dei quali vennero stampati. Ebbe successo come cantante lirico (tenore) e insegnante di musica vocale e strumentale (strumenti con tastiera). Amico di Charles Burney, in un ricevimento svoltosi nella casa di quest'ultimo ebbe modo di conoscere la colta Hester Lynch Thrale, moglie di Henry Thrale, un ricco produttore di birra; Gabriele Piozzi venne quindi assunto dai Thrale come insegnante di canto della loro giovane figlia Hester Maria, detta "Queeney". Dopo la morte di Henry Thrale (4 aprile 1781) Gabriele Piozzi e Hester Lynch Thrale si innamorarono e nel 1784 decisero di sposarsi. Alla decisione si opposero pressoché tutti i conoscenti di Hester Lynch Thrale: Samuel Johnson, per esempio, le scrisse in una lettera che quel matrimonio era vergognoso. Il matrimonio ebbe comunque luogo con il rito cattolico il 23 luglio 1784; seguì due giorni dopo l'analoga cerimonia col rito anglicano.
Dopo il matrimonio la coppia si recò in Italia dove si trattenne per un paio d'anni. Ritornò poi in Gran Bretagna. Gabriele Piozzi fu sofferente di gotta negli ultimi anni della sua vita e morì probabilmente di cancro, assistito dalla moglie, a Brynbella, nel Galles settentrionale. Dopo il matrimonio la moglie iniziò una intensa attività letteraria pubblicando le sue opere come Hester Lynch Piozzi; nelle lettere e nei diario di Hester Lynch non sono mai stati tuttavia rilevati segni di pentimento per il matrimonio con Gabriele Piozzi.

## Opere
- Six Quatuors pour le clavecin avec accompagnement de deux violons et basse: op. 1, Paris: Venier, 1779
- Six Sonatas for the harpsichord or pianoforte with an accompaniment for a violin: op.2.d, composed by Sig. M. Piozzi, Humbly dedicated to the right hon.ble Lady Caroline Waldegrave, London: Printed and sold by John Welcher, 1780
- Manoscritti nelle Biblioteca del Conservatorio statale di musica Benedetto Marcello di Venezia, Fondo Correr - Busta 12.9
- Second Sett of Six Sonatas for the Piano Forte or Harpsichord with an Accompaniment for a Violin humbly dedicated to the Right Honble: LadyChampneys and Composed by Sigr: Piozzi Opera III. London: Printed and Sold by John Welcker (Music Seller to their Majesties and all the Royal Family) No. 10. Where may be had by the above Author.
- Six Quartets for Piano Forte with Accompts. Op: 1ma. Pr: 10=6 Six Lessons for Piano Forte &c. with Violin Accompt. Op: 2.